# Federación Santafesina de Football 1922
Luego de la división ocurrida en agosto de 1921, la Federación Santafesina de Football organizó el Campeonato oficial 1922 que debido al abandono de varios clubes el torneo fue suspendido y a fin de año se jugó el Campeonato Especial 1922.
El campeonato especial se trató de un torneo oficial no regular jugado como reemplazo del campeonato oficial del cual solo participaron cuatro equipos, siendo campeón el Club Atlético Colón, conociéndole como el campeón del año y de la temporada oficial. 

## Campeonato suspendido
| Pos. | Equipo               | Pts. | PJ | PG | PE | PP | GF | GC | Dif. |
| ---- | -------------------- | ---- | -- | -- | -- | -- | -- | -- | ---- |
| 1.º  | Colón                | 6    | 4  | 3  | 0  | 1  | 8  | 2  | 6    |
| 2.º  | Instituto C. N. A.   | 5    | 4  | 2  | 1  | 1  | 7  | 3  | 4    |
| 3.º  | Unión                | 4    | 2  | 2  | 0  | 0  | 9  | 0  | 9    |
| 4.º  | Ferrocarril Santa Fe | 3    | 3  | 1  | 1  | 1  | 4  | 8  | −4   |
| 5.º  | 9 de julio           | 2    | 1  | 1  | 0  | 0  | 3  | 2  | 1    |
| 6.º  | Brown                | 1    | 3  | 0  | 1  | 2  | 3  | 6  | −3   |
| 7.º  | Central Santa Fe     | 1    | 3  | 0  | 1  | 2  | 1  | 10 | −9   |
| 8.º  | Saravia              | 0    | 1  | 0  | 0  | 1  | 1  | 2  | −1   |
| 9.º  | Sportman             | 0    | 1  | 0  | 0  | 1  | 0  | 4  | −4   |

|  | Se desafiliriarón y crearon la asociación santafesina donde saldría campeón 9 de julio. |

|  |

### Partidos
Fecha 1
| 23 de julio de 1922 | Instituto C. N. A. | 0:1     | Colón          | 4 de enero y Bulevar Pellegrini, Santa Fe |                               |
|                     |                    | Reporte | Martín Sánchez | Árbitro(s): Fortunato Bonesso             | Árbitro(s): Fortunato Bonesso |

| 23 de julio de 1922 | Unión | 8:0     | Central Santa Fe | Bulevar Pellegrini y San Jerónimo, Santa Fe |  |
|                     |       | Reporte |                  |                                             |  |

| 23 de julio de 1922 | Brown | 2:3     | 9 de julio | 4 de enero y Cándido Pujato, Santa Fe |  |
|                     |       | Reporte |            |                                       |  |

Fecha 2
| 30 de julio de 1922 | Saravia | 1:2     | Instituto C. N. A. | Gimnasio Escolar "Leandro Niceforo Alem", Santa Fe |                             |
|                     |         | Reporte |                    | Árbitro(s): Pascual Bonesso                        | Árbitro(s): Pascual Bonesso |

| 30 de julio de 1922 | Colón | 6:0     | Ferrocarril Santa Fe | Moreno y Bulevar Zavalla, Santa Fe |  |
|                     |       | Reporte |                      |                                    |  |

| 30 de julio de 1922 | Central Santa Fe | 0:0     | Brown | Central, Santa Fe |  |
|                     |                  | Reporte |       |                   |  |

Fecha 3
| 06 de agosto de 1922 | Sportman | 0:4     | Instituto C. N. A. | 4 de enero y Bulevar Pellegrini, Santa Fe |  |
|                      |          | Reporte |                    |                                           |  |

| 06 de agosto de 1922 | Ferrocarril Santa Fe | 3:1     | Brown | Kilómetro 2, Santa Fe |  |
|                      |                      | Reporte |       |                       |  |

| 22 de octubre de 1922 | Colón | 0:1     | Unión                 | Moreno y Bulevar Zavalla, Santa Fe |                         |
|                       |       | Reporte | Rodolfo Ormaechea 42' | Árbitro(s): Silvo Tochi            | Árbitro(s): Silvo Tochi |

Fecha 4
| 27 de agosto de 1922 | Central Santa Fe | 1:2     | Colón | 4 de enero y Bulevar Pellegrini, Santa Fe |  |
|                      |                  | Reporte |       |                                           |  |

| 22 de octubre de 1922 | Ferrocarril Santa Fe | 1:1     | Instituto C. N. A. | Moreno y Bulevar Zavalla, Santa Fe |                            |
|                       |                      | Reporte |                    | Árbitro(s): Segundo Romano         | Árbitro(s): Segundo Romano |

## Tabla de posiciones
| Pos. | Equipo  | Pts. | PJ | PG | PE | PP | GF | GC | Dif. |
| ---- | ------- | ---- | -- | -- | -- | -- | -- | -- | ---- |
| 1.º  | Colón   | 6    | 3  | 3  | 0  | 0  | 4  | 1  | 3    |
| 2.º  | Unión   | 4    | 3  | 2  | 0  | 1  | 4  | 2  | 2    |
| 3.º  | Brown   | 2    | 3  | 1  | 0  | 2  | 1  | 0  | 1    |
| 4.º  | Saravia | 0    | 3  | 0  | 0  | 3  | 0  | 6  | −6   |

### Partidos
Fecha 1
| 26 de noviembre de 1922 | Unión                                                             | 3:0     | Saravia | San Jerónimo y Bulevar Pellegrini, Santa Fe |                           |
|                         | Francisco Valiente 13' · Domingo Beltramini 15' · Guido Nardi 50' | Reporte |         | Árbitro(s): Guarino Tochi                   | Árbitro(s): Guarino Tochi |

| 17 de diciembre de 1922 | Brown | PP:PG | Colón | 4 de enero y Cándido Pujato, Santa Fe |  |

Fecha 2
| 3 de diciembre de 1922 | Colón                       | 2:1     | Unión              | Moreno y Bulevar Zavalla, Santa Fe |                          |
|                        | Quinteros · Albino Martinez | Reporte | Francisco Valiente | Árbitro(s): Gaspar Tochi           | Árbitro(s): Gaspar Tochi |

| 3 de diciembre de 1922 | Saravia | 0:1     | Brown | Gimnasio Escolar "Leandro Niceforo Alem", Santa Fe |                               |
|                        |         | Reporte |       | Árbitro(s): Fortunato Bonesso                      | Árbitro(s): Fortunato Bonesso |

Fecha 3
| 24 de diciembre de 1922 | Colón                                    | 2:0     | Saravia | Moreno y Bulevar Zavalla, Santa Fe |                          |
|                         | Martín Sánchez 16' · Albino Martínez 31' | Reporte |         | Árbitro(s): Silvio Tochi           | Árbitro(s): Silvio Tochi |

| 31 de diciembre de 1922 | Brown | PP:PG   | Unión | 4 de enero y Cándido Pujato, Santa Fe |  |
|                         |       | Reporte |       |                                       |  |

- Datos: Q62005889